# Bill Everett
William Blake «Bill» Everett (18 de mayo de 1917, Cambridge (Massachusetts) -27 de febrero de 1973) fue un guionista-artista de cómics, conocido por la creación de Namor y cocreación de Daredevil para Marvel Comics. Era descendiente del poeta William Blake y de Richard Everett, fundador de Dedham, Massachusetts.

## Inicios
William Everett nació el 18 de mayo de 1917 en Cambridge (Massachusetts). Everett era un fabulador que hilaba historias fantásticas en su juventud: afirmó varias veces que se había graduado en el instituto en Arizona, o también que se había alistado a la Academia de la Marina Mercante de los Estados Unidos desde los 15 a los 17 años, entre otros cuentos.
Ahora sabemos que nació en el Hospital Cambridge (renombrado como Hospital Monte Auburn en 1947) y fue criado en las cercanías de Watertown, con sus padres Robert Maxwell Everett y Elaine Grace Brown Everett, y su hermana Elizabeth, nacida en 1915. Su familia, con una antigüedad de 300 años en Nueva Inglaterra, incluye a Everett, Massachusetts, su tocayo, Edward Everett, que -después de ser presidente de la Universidad de Harvard- llegó a ser gobernador de Massachusetts y, en 1852, el secretario de Estado estadounidense. Esto también incluye al hijo de Edward, Congresista por Massachusetts, William Everett y al poeta William Blake.
Su padre tuvo un negocio exitoso de transportes, y cuando Everett era joven la familia compró una casa para pasar el verano en Kennebunkport (Maine). Los dos padres apoyarían el talento artístico de su hijo, el cual se decantó por los clásicos antes que por las novelas pulp o las tiras cómicas, incluyendo obras de Samuel Taylor Coleridge y Jack London. Encontraría influencia artística en artistas tales como Meade Schaeffer, Dean Cornwell, y especialmente en Floyd MacMillan Davis.
Con 12 años, en 1929, contrajo la tuberculosis y fue retirado de sexto curso para ir con su madre y su hermana a Arizona, para recuperarse durante cuatro meses. Cuando volvieron a Massachusetts una nueva recaída de la enfermedad volvió a llevar al trío, primero a Prescott y luego a Wickenburg, a 60 millas del primer lugar. Allí tomaría su primer trago, empezando el camino al alcoholismo juvenil. Sin embargo, llegó a recuperarse bastante bien. Volvieron a casa con su madre y su hermana en Boston, donde su padre, evitando la Gran Depresión, había comprado una gran casa en West Newton. Su alcoholismo y su natural rebeldía provocó que sus padres lo cambiaran de instituto a los 16 años. En su segundo año lo inscribieron en la Vesper George School of Art en Boston. Su incapacidad para concentrarse le llevó a dejar la escuela en 1935, después de un año y medio cursándolo.
Ese mismo año su padre murió de una apendicitis aguda y su familia, aunque estaban bien dónde vivían, se mudó a un apartamento en Cambridge. Everett sabía que su padre deseaba que se convirtiera en un artista del dibujo, y con su muerte desafortunadamente no pudo verlo convertido en tal.

## Carrera

### Primeros trabajos
Everett se convirtió en un artista profesional en el departamento de publicidad del periódico de Boston The Herald-Traveler por 12 dólares a la semana. Poco después dejó este trabajo para convertirse en un dibujante para una empresa de ingeniería civil llamada «The Brooks System», situada en Newton. Desde allí continuó su trabajo en Phoenix y Los Ángeles sin éxito. Volvió a Nueva York, donde volvió a formar parte del departamento de publicidad de un periódico, concretamente para el New York Herald Tribune. A continuación se convirtió en editor de arte para Radio News Magazine, de Teck Publications, y después sería el asistente de arte del director Herm Bollin en Chicago (Illinois).
Despedido por ser, como Everett describe, «demasiado arrogante», volvió a Nueva York donde buscó empleo como director de arte. Con poca suerte y desesperado por encontrar trabajo, fue a ver a su antiguo colega de Teck, Walter Holze, que estaba trabajando en el nuevo campo de los cómics. Como Everett recordó en los años 60, «El me preguntó si hacía cómics, y dije ‘¡Sí, cómo no!’ En este punto estaba pasando hambre. No estaba interesado en el negocio de los cómics, tan solo había oído sobre ese mundo».
Trabajando por libre para Centaur Publications, Everett cuenta que «vendí mi primera página por 2 dólares, escribiendo, dibujando, entintando, y todo lo hice yo. ‘Skyrocket Steele’ fue mi primera tira cómica». Rápidamente empezó a ganar 10 dólares y luego 14 dólares por página, una más que respetable suma a finales de los años 30, cerca del inicio del periodo que los historiadores y los aficionados llaman la Edad de Oro de los comics books. Everett ayudó a crear al superhéroe Amazing-Man en Centaur, trabajando con la compañía del director de arte Lloyd Jacquet, y dibujó los primeros cinco números.
Everett y otros creadores siguieron a Jacquet a su nueva compañía Funnies, Inc., una de las primeras empresas de subcontratación que empezaron a crear comics a demanda de los editores. Everett recordó:

Dejé Centaur con LLoyd Jacquet y otro amigote cuyo nombre era Max; No puedo recordar su apellido. Lloyd… tenía el empeño de empezar su propio servicio artístico —comenzar con una pequeña empresa para proveer de trabajo artístico y material editable para los editores—… Me preguntó si quería unirme a él. También le preguntó a Carl Burgos. Así que éramos el núcleo inicial… No sé cómo explicarlo, pero todavía estaba trabajando de forma freelance. Ese fue el acuerdo que teníamos. Los artistas, incluyéndome, en Funnies, trabajaban de forma freelance.

### Sub-Mariner
En Funnies, Inc., Everett creó a Sub-Mariner para un proyecto que no llegó a cuajar, Motion Picture Funnies Weekly #1, un cómic promocional para ser entregado en los cines. Cuando los planes cambiaron, Everett usó este personaje para el primer cliente de Funnies, Inc, un editor de magazine pulp llamado Martin Goodman.
La historia original de ocho páginas se amplió con cuatro páginas más para Marvel Comics #1 (Oct. 1939), la primera publicación de lo que Goodman llamaría Timely Comics, el precursor de los 40 de Marvel Comics. El antihéroe de Everett se convirtió en un éxito repentino, llevando al personaje a situarlo entre los tres más populares junto con la creación de Carl Burgos, el androide superhéroe la antorcha humana, y la creación de Jack Kirby y Joe Simon, el Capitán América.
Everett pronto introdujo a personajes secundarios, tal como la policía neoyorkina Betty Dean y la prima de Namor, Namora.
Everett dibujó a su personaje estrella en Sub-Mariner Comics, publicado al principio trimestralmente, luego tres veces al año y finalmente bimensualmente, los cuales comprendieron los siguientes números #1-32 (otoño de 1941-junio de 1949).
Everett fue llamado por el Ejército de los Estados Unidos para ir a la Segunda Guerra Mundial, empezando su servicio militar en febrero de 1942. Asistió a la escuela de oficiales en Fort Belvoir y durante su estancia conoció a Gwenn Randall, que trabajaba para el departamento de artillería del Pentágono. Se casaron en 1944, cuando Everett volvió de Europa tras dejar al grupo con el que estuvo batallando, y tuvieron su primer hijo, una niña, que nació un poco antes de que fuera embarcado en una operación en Filipinas para luchar en la zona del pacífico con el grupo de la armada que allí estaba; volvió a casa en febrero de 1946.
Con dinero que había heredado de un tío-abuelo, Everett se tomó un tiempo para sí mismo y viajó por Fairbury y Nebraska antes de volver a casa con su familia. «En este momento fue cuando renové mi asociación con Martin Goodman, trabajando por correo como antes, de freelance, retomando a Sub-Mariner donde lo dejé cuatro años antes». Su primer trabajo después de la guerra fue una historia de 12 páginas totalmente escrita y dibujada por él mismo que se llamó «Sub-Mariner vs. Green-Out» en Sub-Mariner Comics #21 (otoño de 1946); la portada de la tercera historia que aparece en este número fue dibujada por Syd Shores. Everett empezó muy pronto a crear las historias de Sub-Mariner con una cadencia regular además de otras historias para la Antorcha Humana, Marvel Mystery Comics e incluso Blonde Phantom Comics.
También dibujó tres números de la serie spin-off de Namor, Namora (agosto-diciembre de 1948).
Everett empezó a firmar con pseudónimo con los nombres de Willie Bee y Bill Roman.

### Atlas Comics
Timely era la Marvel de los años 50, pero a partir de esta época se convertiría en Atlas Comics. Como la mayoría de los personajes de la era postbélica, a Namor también le tocó que su popularidad descendiera, y su título fue cancelado en 1949. Después de cinco años de interrupción volvió brevemente con Capitán América y la Antorcha Humana en la era dorada en Young Men #24 (diciembre de 1953), durante un intento de Atlas de revivir a los superhéroes. Everett dibujó a Sub-Mariner hasta Young Men #28 (junio de 1954) y durante Sub-Mariner Comics #33-42 (abril de 1954-octubre de 1955). Su publicación de hecho duró más que la de los otros personajes. Durante este tiempo, Namor tuvo su propia colección.
Everett también dibujó las características para «Venus» y «Marvel Boy», al igual que un gran número de historias antológicas de horror y fantasía. Un relato llamado «Zombie!», escrito por el redactor jefe Stan Lee y publicado en Menace #5, introdujo por primera vez al personaje Simon Garth, el Zombie, el cual en los 70 volvió a ser relanzado en una historia corta para una publicación de horror en blanco y negro que se llamó Tales of the Zombie.

### Marvel Comics
Con el escritor-editor Lee, Everett creó al superhéroe Marvel Daredevil, que debutó en Daredevil #1 (abril de 1964). El Historiador de cómics y ex asistente de Jack Kirby Mark Evanier, investigando para ver el peso de cada uno en la creación de ambos personajes, Iron Man y Daredevil, entrevistó a Kirby y a Everett y encontró esto:

…en los dos casos, Jack ya había dibujado las portadas de esos números y hecho un gran trabajo previo de diseño. Él… parecía que había participado en el diseño del primer disfraz de Daredevil… Everett me dijo que Jack había venido con la idea del bastón desplegable… Jack, en efecto, dibujó la primera página de la primera historia de Daredevil. Con la presión de sacar cuanto antes esta publicación, no hubo tiempo para completar la Page One, así que Stan le encargó al gerente de producción Sol Brodsky que ayudase a Kirby en terminar la portada… Everett ‘me ofreció’ como voluntario para ayudar a Jack aunque él —lo más probable— no necesitaba ayuda con eso. Él simplemente no lo recordaba bien al cabo de los años, y aparentemente dió otras respuestas a las mismas preguntas durante los años venideros.

Joe Quesada, que era el redactor jefe en el año 2000, hizo notar que cuando Everett entregó su primer número a lápiz lo hizo extremadamente tarde, y Brodsky y Steve Ditko entintaron «un montón de fondos y figuras secundarias volando y apresuradamente juntaron la portada y la splash page de un concepto desarrollado por Kirby».
En una entrevista realizada por el guionista-editor y compañero accidental de habitación de Everett, Roy Thomas, Everett recordó que «allá por 1969 o en 1970», un comentario sobre la creación de Daredevil cinco años antes:

Tenía que haber llamado a Stan, haber tenido algún contacto con el, no sé por qué. Lo intenté por teléfono. Sabía que tenía esta idea para Daredevil; él pensó él tiene una idea… Con las llamadas de larga distancia, no sabía si estaba haciendo lo correcto, así que me dije, ‘Está bien, lo haré este fin de semana o algo.... Me tomaré el día libre de su trabajo como director de arte en Eton Paper Corporation en Massachusetts e iré a New York’…

Hice un solo número, pero encontré que no podía hacerlo y ocuparme de mi trabajo porque trabajaba de gerente; no pagaban horas extras pero yo tenía tan solo un salario anual, así que no disponía de mi tiempo.

Estaba entre 14 y 15 horas al día en la planta y luego iba a casa e intentaba hacer cómics por la noche, pero no daba para mucho. No podía cumplir con las fechas de entrega —era incapaz de cumplirlas— así que hice solo un número y no hice ninguno más.

Al cabo de dos años, sin embargo, Everett empezó a dibujar otra vez para Marvel, primero fue ocupándose de Hulk, en Tales to Astonish, inicialmente sobre bocetos de Kirby, y también de Doctor Extraño en Strange Tales. Los lectores de los años 60 Silver Age de los comic books, también conoció su edad de oro, trajeron de vuelta algunas historias de los años 50, las cuales fueron reimpresas por primera vez en el libro The Great Comic Book Heroes por Jules Feiffer (Dial Press, 1965), y más tarde en los cómics Fantasy Masterpieces, Marvel Super-Heroes y Marvel Tales.
Everett incluso volvió a sus antiguas creaciones, primero entintando a Namor en Tales to Astonish #85-86, después tomando todas las riendas de los números #87-91 y #94, y dibujando los números #95-96. Más adelante hizo todo el trabajo para los números #50-55 y 57 (junio de 1972-noviembre de 1972; enero de 1973) de Sub-Mariner, con el asistente de guion Mike Friedrich en dos números; y #58 (febrero 1973), coescrito con Steve Gerber y codibujado con Sam Kweskin. En esta época su salud empezó a deteriorarse.
Coescribió e intentó Sub-Mariner #59 (marzo de 1973), abocetó el #60 (abril de 1973) y coescribió, codibujó (con su compañero de la época dorada, Win Mortimer) y cotintó el #61 (mayo de 1973). Como el editor Roy Thomas explicó en una de las cartas de ese cómic: «Sin duda habéis notado desde las tres primeras páginas de este número, Everett ha vuelto… y ¡mejor que nunca! Y no solo eso, con las tres páginas terminadas, cayó enfermo. Y, lamento decirlo, es la clase de enfermedad que te mantiene lejos de Sub-Mariner (u otra edición) durante un mes o dos», añadió de una forma optimista.
El esfuerzo final en el personaje que él creó fueron cinco páginas de lápices (entintado por compañero de la época dorada Fred Kida) que aparecieron póstumamente en Super-Villain Team-Up #1 (agosto de 1975).
Gene Colan dijo que Everett había sido la primera elección para dibujar la serie de horror La tumba de Drácula, la cual fue premiada en 1972 y por la cual Colan consiguió éxito.

## Muerte
Everett murió en Nueva York, Estados Unidos, en 1973.